# Trent Grisham
Trenton Marcus Grisham (Burleson, Texas, 1 de noviembre de 1996), más conocido como Trent Grisham, es un jugador profesional estadounidense de béisbol que se desempeña en la posición de jardinero central en New York Yankees, equipo de las Grandes Ligas de Béisbol (MLB). Logró obtener dos Guantes de Oro.

## Carrera
Grisham jugó como profesional una temporada en Milwaukee Brewers (2019), después pasó a San Diego Padres (2020-2023), luego a New York Yankees, donde lleva jugando una temporada.

## Premios
Fue galardonado con el Guante de Oro en dos oportunidades (2020 y 2022).